# Zagórzany (województwo świętokrzyskie)
Zagórzany – wieś w Polsce położona w województwie świętokrzyskim, w powiecie buskim, w gminie Solec-Zdrój.
| SIMC    | Nazwa    | Rodzaj    |
| ------- | -------- | --------- |
| 0271390 | Górka    | część wsi |
| 0271408 | Zaklicze | część wsi |

W latach 1975–1998 miejscowość należała administracyjnie do województwa kieleckiego.

## Historia
Wieś wymieniona w dokumencie z 1232 roku opisującym wsie oddające dziesięcinę klasztorowi w Sulejowie z nadania Fulkona arcybiskupa gnieźnieńskiego.
Gniazdo rodowe rodu Hinków herbu Topór.

W połowie XIV wieku (Akta proszowskie z 1383 r.) wspomina się o Mikołaju z Gorynic, który jeszcze pisząc się jako Mikołaj z Zagórzan, był burgrabią krakowskim w 1405 roku. Synowie jego to: Hinek i Jan. Hinek piszący się w 1419 roku z Zagórzan, następnie już 1420 r. z Gorynic. Natomiast Jan używał Zagórzan jako swoje siedlisko rodowe. Pozostawił czterech synów pozostających dziedzicami Zagórzan za czasów Długosza. Oprócz tego Hinek był dziedzicem Kuchar, a Maciej–Żegocina i Hinkowa
Zbigniew, Stanisław i Maciej, sprzedali Zagórzany Gnojeńskiemu, co oprotestowała w roku 1509 ich siostra Anna Kołaczkowska.
W 1579 roku właścicielką wsi była pani Gnojeńska. Miała ona sześciu kmieci na 3 łanach ziemi, zagrodnika i ośmiu chałupników.
W roku 1827 było tu 18 domów i 78 mieszkańców
W roku 1881 wieś i folwark należący do gminy Zborów, parafii Ostrowce.